# Mittsexa

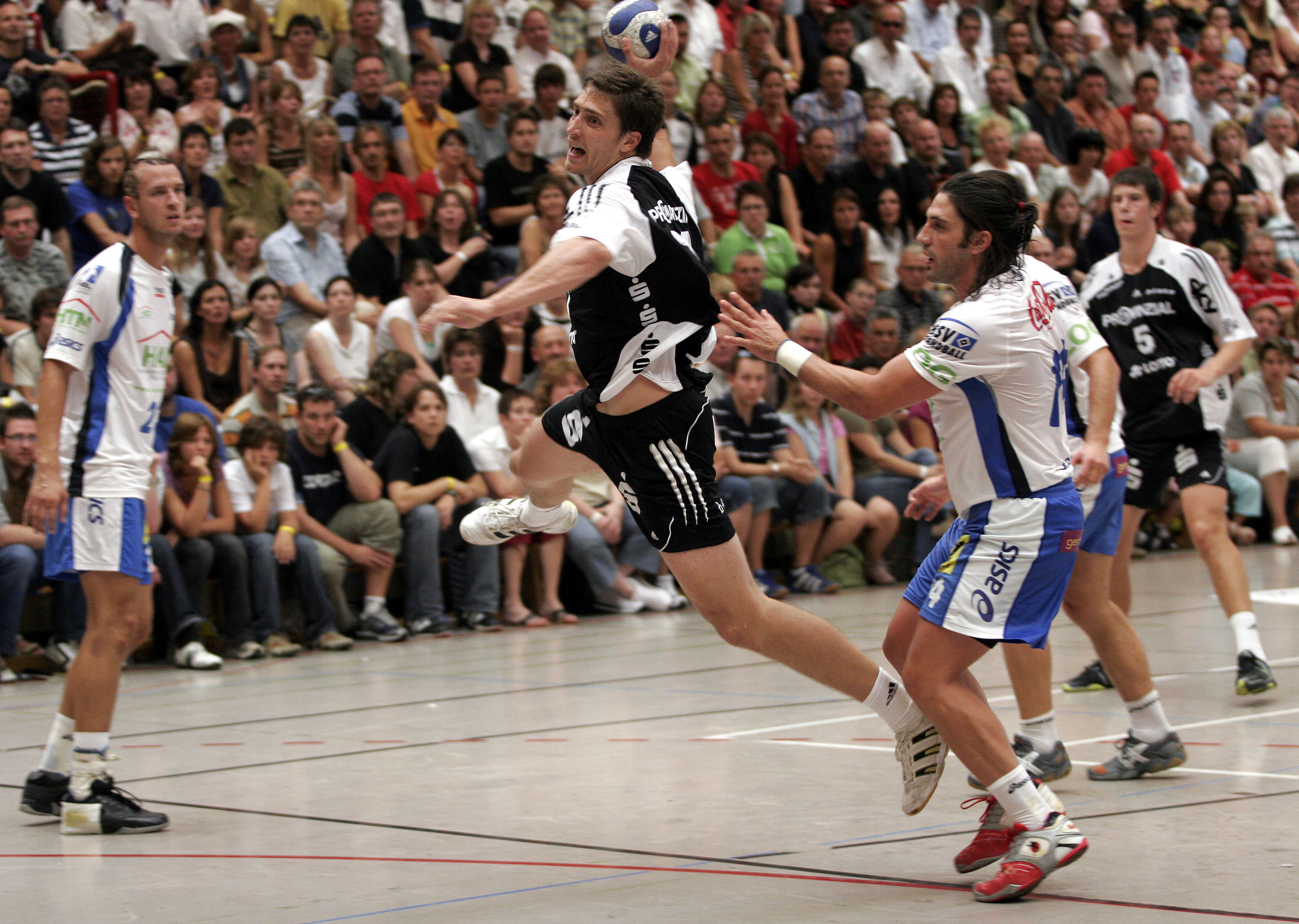
Marcus Ahlm skjuter från sexmeterslinjen.

Mittsexa, även linjespelare eller linje, är den anfallsposition inom handboll som avser spelaren som står bland motståndarnas försvarare. 
De alternativa benämningarna på positionen avser mittsexans närhet till målgårdslinjen (även kallad den heldragna linjen eller sexmeterslinjen). 

## Anfallsspel med mittsexan
I de allra flesta fall använder man sig bara av en spelare men det förekommer också spelsystem med två mittsexor så kallat anfall med 2-4 spel. Det är framför allt vanligt vid spel utan målvakt sju mot sex men blir då ett 3-4 spel. Mittsexan är helt beroende av sina medspelare, niometarna och kantsexorna. En mittsexas funktion är att på olika sätt samspela med sina medspelare för att sätta någon i läge.

### Nedhåll
En metod för mittsexan att lyckas med detta är genom nedhåll– mittsexan håller nere försvararna så att det blir svårare att stöta på en skytt, vilket ger skytten möjlighet att skjuta mål med eget skott. Om försvararen väljer att gå på skytten ska mittsexan utnyttja luckan som kan uppstå. Oftast sker nedhåll genom en så kallad spärr, mittsexan blockerar försvararens väg.
Mittsexor är helt beroende av att kunna fånga passningar så kallade inspel. Inspel kan vara direkta eller studsinspel. Låga studsinspel kräver att mittsexan är beredd på dessa medan längre mittsexor kanske har lättare att ta emot höga inspel. Därför används i regel mer klister av mittsexor än andra spelare. Positionen på mittsex är den anfallsposition där mest fysisk kontakt och tjuvknep förekommer, till exempel fasthållningar och tröjdragningar, armbågar och slag mot njurar och könsorgan.

### Sidspärr
Mittsexan använder sig av sidspärrar genom att med kroppskontakt hindra försvaren att byta försvarsposition och kan då skapa en lucka åt sina medspelare eller orsaka att andra spelare får ett numerärt överläge. Mittsexan skapar också luckor åt sig själv med sidspärr. Mittsexan utnyttjar luckor som uppkommer då försvararna går ut för att täcka genom att falla ned bakom denna försvarare vilket oftast är bakom de s. k. tvåorna i försvaret. Rysspärrar är en annan form där spärren sätts mot ryggen på en försvarare och inspelet till mittsexan kommer efter att mittförsvaren gått på skytten och linjespelaren utnyttjar luckan bakom mittförsvararen.
Mittsexor brukar i många fall även vara mycket dugliga i försvarsspelet och används ofta centralt. Spelare på den centrala positionen i 6-0-försvar s. k. treor eller mittförsvarare. Samtliga spelare i exemplet ovan har spelat trea i svenska landslagssammanhang.
Kända svenska mittsexor är bland andra Magnus Wislander, Erik Fritzon, Marcus Ahlm, Robert Arrhenius, Pelle Linders, Tina Flognman, Johanna Wiberg och Jerry Hallbäck.